# Antym Iberyjczyk
Antym (ur. ok. 1650, zm. 1716) – rumuński biskup prawosławny, z pochodzenia Gruzin, w latach 1708–1716 metropolita ungro-wołoski, działacz polityczny, kaznodzieja, święty prawosławny, teolog, uczony, kaligraf, filozof, twórca monasteru Antyma. 

## Życiorys
Był z pochodzenia Gruzinem. Jako szesnastolatek został wzięty do niewoli przez Turków i sprzedany na rynku w Konstantynopolu. Z niewoli wykupił go patriarcha jerozolimski Dosyteusz II. Młodzieniec uzyskał w rezydencji patriarszej staranne wykształcenie, nauczył się języków greckiego, tureckiego i arabskiego, pracował w drukarni. Na dworze patriarszym został postrzyżony na mnicha, przyjmując imię zakonne Antym. Następnie został wyświęcony na hieromnicha.
W 1689 hospodar Wołoszczyzny Konstantyn Brâncoveanu zaprosił mnicha Antyma do Bukaresztu, by ten zorganizował tam drukarnię. Po przybyciu na Wołoszczyznę Antym nauczył się języków cerkiewnosłowiańskiego oraz rumuńskiego, od 1691 kierował nadworną drukarnią. W tym roku wydał w Bukareszcie Rady Bazylego Macedończyka dla swojego syna Leona, które przełożył na współczesny język grecki z języka starogreckiego. W 1694 Antym został przełożonym monasteru w Snagovie, gdzie utworzył kolejną drukarnię i w tej samej dekadzie wydał w niej m.in. Ewangeliarz i Psałterz. Od 1701 do 1705 ponownie kierował drukarnią w Bukareszcie.

### Biskup
16 marca 1705 został wyświęcony na biskupa Râmnic. Trzy lata później objął urząd metropolity ungro-wołoskiego z rezydencją w Târgoviște, gdzie utworzył kolejną drukarnię. W latach 1713–1715 tworzył w Bukareszcie monaster pod wezwaniem Wszystkich Świętych (nazwany później monasterem Antyma) i sam opracował dla niego regułę w 32 rozdziałach. Pracował także przy wykonaniu dekoracji malarskiej budynku monasterskiego; zawarł w niej ornamenty typowe dla sztuki rumuńskiej, ale i akcenty gruzińskie. Wyrzeźbił również niektóre elementy ikonostasu w głównej cerkwi klasztornej. Jako biskup kontynuował prace w drukarni w Bukareszcie. Miał swój udział w wydaniu wszystkich 64 książek, które w latach 1691–1716 zostały wydane na Wołoszczyźnie, w językach greckim, cerkiewnosłowiańskim, rumuńskim, serbskim i ruskim. Były to zarówno księgi liturgiczne, jak i dzieła świeckie. Uczniowie Antyma tworzyli drukarnie w Aleppo i Tbilisi.
Antym przyczynił się do wprowadzenia języka rumuńskiego do liturgii w prawosławnych cerkwiach na Wołoszczyźnie. Słynął również jako kaznodzieja; jego homilie wyróżniały się oryginalnością i śmiałością w poruszaniu kwestii społecznych i politycznych (wyzysk chłopstwa przez szlachtę, wyzwolenie ziem rumuńskich spod władzy tureckiej). Opowiadał się za współpracą Rumunów z Rosją.
W czasie wojny turecko-austriackiej, w 1716, po ucieczce hospodara Mikołaja Mavrocordata, który schronił się u Turków, z inspiracji Antyma bojarzy wołoscy ogłosili nowym hospodarem Jerzego Kantakuzena. Mikołaj z pomocą Turków odzyskał jednak władzę i doprowadził do usunięcia metropolity z urzędu, a następnie do jego zamordowania. Antym został zabity przez janczarów, którzy oficjalnie eskortowali go do miejsca zesłania – monasteru św. Katarzyny na Synaju.
W 1992 Rumuński Kościół Prawosławny kanonizował metropolitę Antyma.